# Болгаро-монгольские отношения
Болгаро-монгольские отношения — двусторонние дипломатические отношения между Болгарией и Монголией. В 2010 году двусторонний товарооборот между Болгарией и Монголией составил 3,8 млн долларов В 2010 году экспорт Болгарии в Монголию составил 2,9 млн долларов.

## История
В XIII веке монгольские войска вошли в Болгарию и заставили её платить дань. Болгария и Монголия входили в Совет экономической взаимопомощи.

## Экономические отношения
В 2005 году двусторонний товарооборот между Болгарией и Монголией составил 1,8 млн долларов. В 2010 году двусторонний товарооборот между Болгарией и Монголией составил 3,8 млн долларов. В 2005 году экспорт Болгарии в Монголию составил 1,6 млн долларов. В 2010 году экспорт Болгарии в Монголию составил 2,9 млн долларов.

## Послы Монголии в Болгарии
- Лхагвасурэнгийн Саянаа (по состоянию на 2022 год)[3].